# Лирическая проза
Лирическая проза — разновидность лироэпического жанра, проза с ослабленной фабулой, повышено-эмоциональным строем речи, преобладающим авторским «я», вплоть до интонаций авторской исповеди. В произведениях этого жанра личное, субъективное начало выступает основой художественного воплощения действительности. Композиционные формы лирической прозы: эпистолярная, дневниковая, автобиографическая, путешествие, эссе. Известны произведения в этом жанре И. А. Бунина, К. Г. Паустовского, В. А. Солоухина, А. де Сент-Экзюпери.
Вопросами жанровых и стилевых особенностей лирической прозы, её художественной специфики, определения её места среди других жанров, в XIX веке занимались В. Г. Белинский, П. В. Засодимский, Н. Н. Златовратский, А. М. Скабичевский, и другие, в первую очередь — писатели-народники. В XX веке их работу продолжили М. Б. Храпченко, Б. О. Корман, Л. Я. Гинзбург, С. И. Кормилов, В. М. Жирмунский, А. П. Эльяшевич, и другие. Критики и искусствоведы полагали, что истоки лиризма русской литературы — в устном народном творчестве, в фольклоре, связи с историей России, народной судьбой, и эти черты и определяют особенности русской лирической прозы
.